# Schloss Loevestein

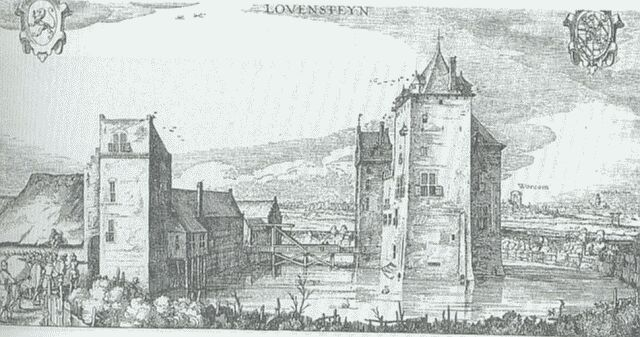
Schloss Loevestein ca. 17. Jahrhundert

Schloss Loevestein oder Burg Loevestein ist ein befestigtes Wasserschloss in der Gemeinde Zaltbommel in den Niederlanden.
Anfang des 14. Jahrhunderts wurde eine erste Burg, die nur aus einem Wachturm bestand, als Grenz- und Zollstation der Grafschaft Holland und Gelder an einem strategisch wichtigen Punkt, bis 1904 Zusammenfluss von Waal und Maas, seitdem nur noch von Afgdamde Maas und Waal, erbaut. An dieser Stelle wurde sodann Schiffszoll erhoben.

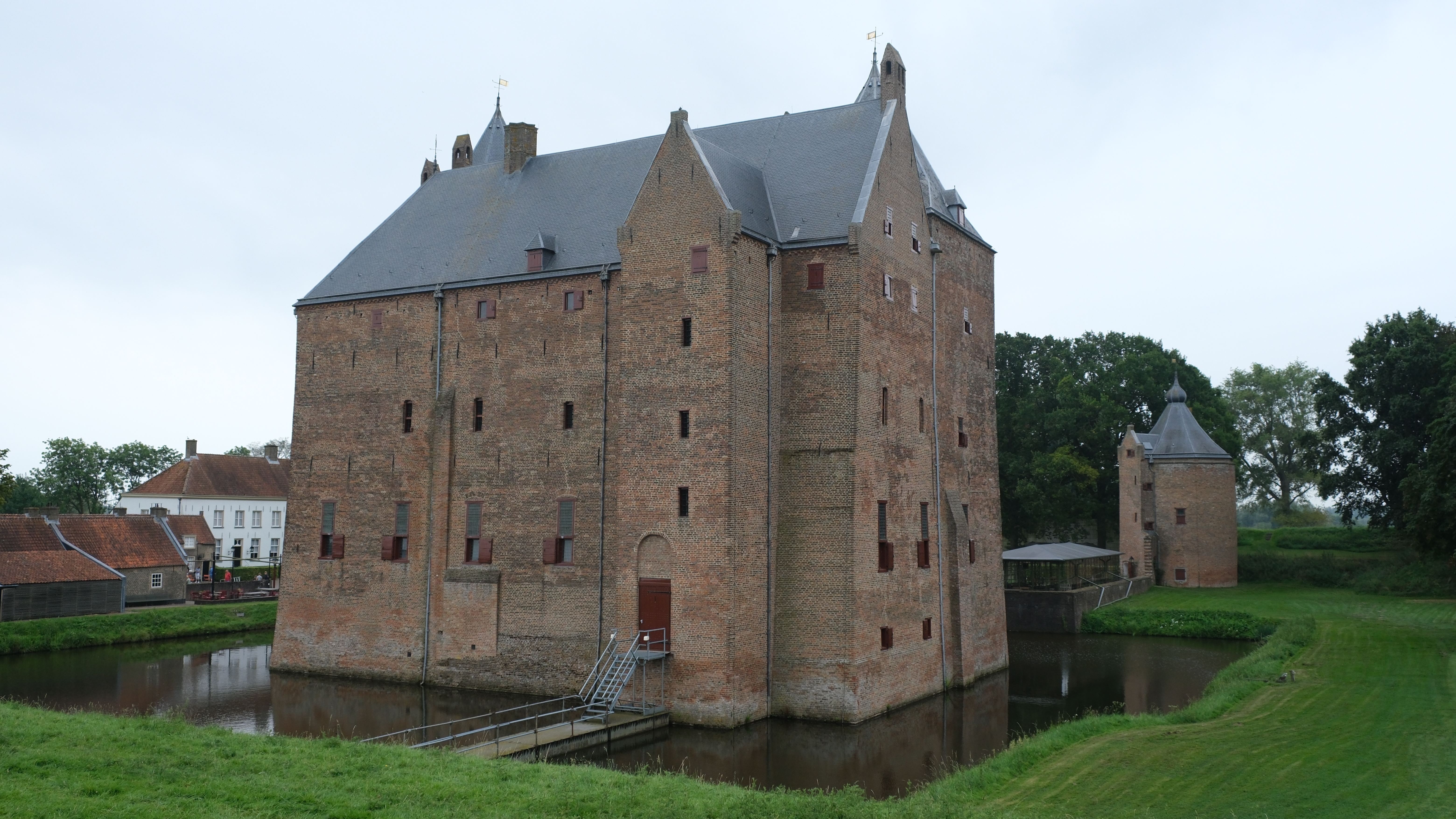
Schloss Loevestein heute

Der heute noch erhaltene mittelalterliche Kern des Schlosses wurde in den sechziger Jahren des 14. Jahrhunderts von Ritter Dirk Loef van Horne, einem Lehnsmann von Albrecht I. von Bayern zugleich Graf von Holland errichtet. Im Achtzigjährigen Krieg, dem Aufstand der Niederländer gegen die spanische Herrschaft, wurde die Burg 1572 von den Geusen unter Wilhelm I. von Oranien erobert, mit Wällen umgeben und mit einer Besatzung belegt, für die innerhalb der Umwallung Häuser errichtet wurden.
Die mittelalterlichen Gebäude der Burg wurden zu einem Gefängnis umgestaltet. In diesem wurde unter anderem der von den Oraniern zu lebenslanger Haft verurteilte Hugo Grotius gefangen gehalten. 1621 konnte er jedoch von dort fliehen, indem er sich in einer Bücherkiste versteckte und heraustragen ließ. 
Im 17. Jahrhundert wurde die Burg zu einer fünfeckigen Festung ausgebaut und Teil der Holländischen Wasserlinie, einer auf die Inundierung der Landschaft und einzelne Festungen gestützte Verteidigungslinie. Im 18. Jahrhundert verfiel die Burg allmählich, Teile stürzten ein. Nach dem Ersten Weltkrieg wurde das Schloss restauriert. Seit 1925 befindet sich in dem Gebäude ein Museum.
Das Schloss ist einer der Schauplätze von Alexandre Dumas Novelle Die schwarze Tulpe („La Tulipe noire“).